# Pannes (Loiret)
 Pannes  es una población y comuna francesa, situada en la región de Centro, departamento de Loiret, en el distrito de Montargis y cantón de Châlette-sur-Loing.

## Demografía
| 1418 | 1462 | 2262 | 2753 | 2861 | 2913 |
| Para los censos de 1962 a 1999 la población legal corresponde a la población sin duplicidades (Fuente: INSEE [Consultar]) |      |      |      |      |      |